# Eleições municipais no Brasil em 2012
As eleições municipais no Brasil em 2012 ocorreram em 7 de outubro, com segundo turno marcado para 28 de outubro. Quase 140 milhões de eleitores escolheram os prefeitos, vice-prefeitos e vereadores dos 5.568 municípios do país. Estas foram as primeiras eleições em que os recém-fundados Partido Pátria Livre (PPL) e Partido Social Democrático (PSD) participaram; ambos foram reconhecidos pelo Tribunal Superior Eleitoral (TSE) em 2011. Os partidos que quisessem disputar o pleito de 2012 deveriam estar registrados no TSE até 7 de outubro de 2011, enquanto os cidadãos que desejassem ser candidatos deveriam estar filiados a um partido até a mesma data. As convenções para a escolha dos candidatos ocorreram entre 10 e 30 de junho, enquanto o registro das candidaturas e alianças junto aos Tribunais Regionais Eleitorais (TREs) ocorreu até 5 de julho. A partir do registro, a propaganda eleitoral foi autorizada. A propaganda eleitoral gratuita – duas faixas diárias na televisão aberta e no rádio reservadas à propaganda política, pagas pelo fundo da Justiça Eleitoral – foi exibida de 21 de agosto até 4 de outubro. Segundo a lei eleitoral em vigor, o sistema de dois turnos – caso o candidato mais votado recebesse menos de 50% +1 dos votos – está disponível apenas em cidades com mais de 200 mil eleitores. Assim sendo, todas as capitais estaduais podem ter um segundo turno, com a exceção de Palmas e Boa Vista; e no total são 83 cidades que podem possuí-lo, o que representa menos de 1% dos municípios brasileiros. Nas cidades onde houve segundo turno, a propaganda eleitoral gratuita voltou a ser exibida no dia 13 de outubro e terminou no dia 26 de outubro.

## Casos exclusivos
Cento e seis (106) municípios brasileiros tiveram apenas um candidato registrado na eleição para prefeito. Do total de municípios, estes representam 1,9%. Nessas cidades, o eleitor poderá votar exclusivamente em um candidato ou votar em branco ou nulo. Mesmo que a quantidade de votos nulos ou brancos seja superior à do candidato, ele é eleito pois somente votos válidos são considerados na hora da contagem dos votos. A única forma de haver uma nova eleição para essas cidades é se os votos do candidato em si forem anulados em razão de fraudes ou outros problemas; de forma que votos nulos espontâneos não entram nesse somatório. O estado de Minas Gerais lidera o ranking, com 21 municípios com candidato único, seguida pelo Rio Grande do Sul com 20, São Paulo com 18, Paraná com 16, Santa Catarina com 6, Paraíba com 5, Mato Grosso com 4, Bahia, Mato Grosso do Sul e Piauí com 3, Rio Grande do Norte com 2, Goiás, Tocantins, Alagoas, Rondônia e Pará com 1.
A maioria desses municípios possui poucos habitantes e, segundo o cientista político Octaciano Nogueira da Universidade de Brasília (UnB), a falta de oportunidade de crescimento político desestimula o surgimento de novas lideranças, bem como o "o processo político fica concentrado nas mãos de uma pequena elite econômica e social".

### Partidos com menor número de candidatos eleitos
- O PSOL foi o partido que obteve o menor número de prefeituras em todo o país, tendo eleito apenas 2 prefeitos nos municípios de Macapá - AP (Clécio Luis da APS) e de Itaocara - RJ (Gelsimar Gonzaga da CST).
- O PSTU foi o partido que obteve o menor número de vereadores em todo o país, tendo eleito apenas 2 candidatos nas cidades de Belém - PA (Cleber Rabelo) e de Natal - RN (Amanda Gurgel).[9][10]

## Candidaturas nas capitais
Os candidatos à prefeitura das capitais nas eleições de 2012 são:

### Belo Horizonte
| Candidato           | Partido | Coligação | Votos     | %      | % |
| ------------------- | ------- | --- | --------- | ------ | - |
| Márcio Lacerda      | PSB     | "BH segue em frente" (PSB, PSDB, PP, PPS, PRB, PR, PSL, PSD, PTdoB, PTC, PRP, PTN, DEM, PMN, PTB, PV, PSDC, PSC e PDT) | 676.215   | 52.69  |   |
| Patrus Ananias      | PT      | "Frente BH Popular" (PT, PCdoB, PMDB e PRTB).                                                                          | 523.645   | 40.80  |   |
| Maria da Consolação | PSOL    | "Frente BH além do possível" (PSOL e PCB).                                                                             | 54.530    | 4.25   |   |
| Vanessa Portugal    | PSTU    | Sem coligação | 19.908    | 1.55   |   |
| Dr. Alfredo Flister | PHS     | Sem coligação | 4.691     | 0.37   |   |
| Tadeu Martins       | PPL     | Sem coligação | 3.728     | 0.29   |   |
| Pepê do PCO         | PCO     | Sem coligação | 782       | 0.06   |   |
| Ordem               | Tipo    | Resultado Final | Votos     | %      | % |
| 1                   | Nenhum  | Votos válidos | 1.283.499 | 85.06  |   |
| 2                   | Nenhum  | Votos brancos | 87.366    | 5.79   |   |
| 3                   | Nenhum  | Votos nulos | 138.065   | 9.15   |   |
| 4                   | Nenhum  | Total | 1.508.930 | 100.00 |   |
| Fonte:              |         | |           |        |   |

### Curitiba
| Candidato(a)                                         | Número | Partido | Nome da coligação                   | Composição da coligação                                                    | Candidato a vice             |
| ---------------------------------------------------- | ------ | ------- | ----------------------------------- | -------------------------------------------------------------------------- | ---------------------------- |
| Alzimara Bacellar (Alzimara Cabreira Fraga Bacellar) | 54     | PPL     | Partido não coligado                | —                                                                          | Cláudio Gamas Fajardo        |
| Avanilson (Avanilson Alves Araújo)                   | 16     | PSTU    | Partido não coligado                | —                                                                          | Beatriz de Campos            |
| Bruno Meirinho (Bruno César Deschamps Meirinho)      | 50     | PSOL    | Frente de Esquerda                  | PSOL, PCB                                                                  | Sueli de Fátima Fernandes    |
| Gustavo Fruet (Gustavo Bonato Fruet)                 | 12     | PDT     | Curitiba Quer Mais                  | PDT, PT, PV                                                                | Mirian Gonçalves             |
| Luciano Ducci (Luciano Ducci)                        | 40     | PSB     | Coligação Curitiba Sempre na Frente | PRB, PP, PSL, PTN, PPS, DEM, PSDC, PHS, PMN, PTC, PSB, PRP, PSDB, PSD, PTB | Rubens Bueno                 |
| Rafael Greca (Rafael Valdomiro Greca de Macedo)      | 15     | PMDB    | Partido não coligado                | —                                                                          | Marinalva Gonçalves da Silva |
| Ratinho Júnior (Carlos Roberto Massa Júnior)         | 20     | PSC     | Curitiba Criativa                   | PSC, PR, PC do B, PT do B                                                  | Ricardo Tempel Mesquita      |

### Goiânia
| Candidato                                       | Partido | Coligação                                                                   | Votos   | %      | % |
| ----------------------------------------------- | ------- | --------------------------------------------------------------------------- | ------- | ------ | - |
| Paulo Garcia                                    | PT      | Goiânia, Cidade Sustentável - PT, PMDB, PRB, PDT, PTN, PR, PSB, PSDC e PRTB | 349.335 | 57.68  |   |
| Jovair Arantes                                  | PTB     | Goiânia 24 Horas - PTB, PSD, PP, PSDB, PSL, PHS, PTC, PV e PTdoB            | 86.287  | 14.25  |   |
| Simeyzon Silveira                               | PSC     | Goiânia: Minha Cidade, Minha Família - PSC, DEM e PRP                       | 65.108  | 10.75  |   |
| Elias Júnior                                    | PMN     | Mobilização Popular - PMN e PPS                                             | 61.930  | 10.22  |   |
| Isaura Lemos                                    | PCdoB   | Sem coligação                                                               | 20.210  | 3.34   |   |
| Professor Pantaleão                             | PSOL    | Coligação PSOL / PCB - PSOL e PCB                                           | 19.130  | 3.16   |   |
| José Netho                                      | PPL     | Sem coligação                                                               | 1.894   | 0.31   |   |
| Rubens Donizzeti                                | PSTU    | Sem coligação                                                               | 1.792   | 0.30   |   |
| Ordem                                           | Tipo    | Resultado Final                                                             | Votos   | %      | % |
| 1                                               | Nenhum  | Votos válidos                                                               | 605.686 | 81.68  |   |
| 2                                               | Nenhum  | Votos brancos                                                               | 96.261  | 5.80   |   |
| 3                                               | Nenhum  | Votos nulos                                                                 | 96.261  | 12.92  |   |
| 4                                               | Nenhum  | Total                                                                       | 745.190 | 100.00 |   |
| Fonte: Apuração (1º Turno) - Goiânia (Prefeito) |         |                                                                             |         |        |   |

### Rio de Janeiro
| Candidato                                                | Partido | Coligação | Votos     | %      | % |
| -------------------------------------------------------- | ------- | --- | --------- | ------ | - |
| Eduardo Paes                                             | PMDB    | "Somos um Rio" - PRB, PP, PDT, PT, PTB, PMDB, PSL, PTN, PSC, PPS, PSDC, PRTB, PHS, PMN, PTC, PSB, PRP, PSD, PCdoB e PTdoB | 2.097.733 | 64.60  |   |
| Marcelo Freixo                                           | PSOL    | Sem coligação | 914.082   | 28.15  |   |
| Rodrigo Maia                                             | DEM     | "Um Rio melhor para os cariocas" - DEM e PR                                                                               | 95.328    | 2.94   |   |
| Otávio Leite                                             | PSDB    | Sem coligação | 80.059    | 2.47   |   |
| Aspásia Camargo                                          | PV      | Sem coligação | 41.314    | 1.27   |   |
| Cyro Garcia                                              | PSTU    | Sem coligação | 12.596    | 0.39   |   |
| Fernando Siqueira                                        | PPL     | Sem coligação | 5.021     | 0.15   |   |
| Antônio Carlos Silva                                     | PCO     | Sem coligação | 937       | 0.03   |   |
| Ordem                                                    | Tipo    | Resultado Final | Votos     | %      | % |
| 1                                                        | Nenhum  | Votos válidos | 3.247.070 | 86.49  |   |
| 2                                                        | Nenhum  | Votos brancos | 188.862   | 5.03   |   |
| 3                                                        | Nenhum  | Votos nulos | 318.461   | 8.48   |   |
| 4                                                        | Nenhum  | Total | 3.754.393 | 100.00 |   |
| Fonte: (Apuração (1º Turno) - Rio de Janeiro (Prefeito)) |         | |           |        |   |

### Salvador
| Candidato(a)                                        | Número | Partido | Nome da coligação             | Composição da coligação                                           | Candidato a vice                     |
| --------------------------------------------------- | ------ | ------- | ----------------------------- | ----------------------------------------------------------------- | ------------------------------------ |
| ACM Neto (Antonio Carlos Peixoto de Magalhães Neto) | 25     | DEM     | É hora de defender Salvador   | DEM, PV, PSDB, PPS, PTN                                           | Célia Sacramento (PV)                |
| Hamilton Assis (Hamilton Moreira de Assis)          | 50     | PSOL    | Frente Capital da Resistência | PSOL, PCB, PSTU                                                   | Nise Santos (PSTU)                   |
| Márcio Marinho (Márcio Carlos Marinho)              | 10     | PRB     | Salvador encontra seu caminho | PRB, PSL                                                          | Deraldo Damasceno (PSL)              |
| Mário Kertész (Mário de Mello Kertész)              | 15     | PMDB    | Salvador tem jeito            | PMDB, PSC                                                         | Nestor Neto (PMDB)                   |
| Nelson Pelegrino (Nelson Vicente Portela Pelegrino) | 13     | PT      | Todos juntos por Salvador     | PT, PCdoB, PMN, PR, PPL, PP, PRP, PSDC, PSD, PSB, PTB, PTC, PTdoB | Olívia Santana (PCdoB)               |
| Da Luz (Rogério Tadeu da Luz)                       | 28     | PRTB    | Partido não coligado          | —                                                                 | Antônio Gomes de Andrade Neto (PRTB) |

### São Paulo
| Candidato(a)                                     | Número | Partido | Nome da coligação              | Composição da coligação          | Candidato a vice           |
| ------------------------------------------------ | ------ | ------- | ------------------------------ | -------------------------------- | -------------------------- |
| Ana Luísa (Ana Luísa de Figueiredo Gomes)        | 16     | PSTU    | Partido não coligado           | -                                | Wilson Ribeiro             |
| Anaí Caproni (Anaí Caproni Pinto)                | 29     | PCO     | Partido não coligado           | -                                | Rafael Dantas              |
| Carlos Giannazi (Carlos Alberto Giannasi)        | 50     | PSOL    | Frente de Esquerda             | PSOL, PCB                        | Edmilson Silva Costa (PCB) |
| Celso Russomano (Celso Ubirajara Russomanno)     | 10     | PRB     | Por Uma Nova São Paulo         | PRB, PTB, PTN, PHS, PRP, PT do B | Flávio D'Urso (PTB)        |
| Fernando Haddad                                  | 13     | PT      | Para Mudar e Renovar São Paulo | PT,PCdoB, PP, PSB                | Nádia Campeão (PCdoB)      |
| Gabriel Chalita (Gabriel Benedito Isaac Chalita) | 15     | PMDB    | São Paulo em Primeiro Lugar    | PMDB, PSL,PTC, PSC               | Marianne Pinotti           |
| Levy Fidélix (José Levy Fidelix da Cruz)         | 28     | PRTB    | Partido não coligado           | -                                | Luis Ayres Duarte          |
| José Maria Eymael                                | 27     | PSDC    | Partido não coligado           | -                                | Lindeberg de Morais        |
| José Serra                                       | 45     | PSDB    | Avança São Paulo               | PSDB, PSD, PR, DEM, PV           | Alexandre Schneider (PSD)  |
| Miguel Manso (Miguel Manso Pérez)                | 54     | PPL     | Partido não coligado           | -                                | Marielza Milani            |
| Paulinho da Força (Paulo Pereira da Silva)       | 12     | PDT     | Partido não coligado           | -                                | Joaquim Grava              |
| Soninha Francine (Sonia Francine Gaspar Marmo)   | 23     | PPS     | Um Sinal Verde Para São Paulo  | PPS, PMN                         | Lucas Albano (PMN)         |

## Prefeitos eleitos nas capitais
| Região       | Estado              | Capital        | Nome do candidato eleito como Prefeito | Turno em que foi eleito | Partido do vencedor | %     | % |
| ------------ | ------------------- | -------------- | -------------------------------------- | ----------------------- | ------------------- | ----- | - |
| Norte        | Amazonas            | Manaus         | Arthur Virgílio Neto                   | 2º Turno                | PSDB                | 65.95 |   |
| Norte        | Rondônia            | Porto Velho    | Dr. Mauro Nazif                        | 2º Turno                | PSB                 | 63.36 |   |
| Norte        | Roraima             | Boa Vista      | Teresa Jucá                            | 1º Turno                | PSDB                | 39.26 |   |
| Norte        | Amapá               | Macapá         | Clécio Luis                            | 2º Turno                | PSOL                | 50.59 |   |
| Norte        | Pará                | Belém          | Zenaldo Coutinho                       | 2º Turno                | PSDB                | 56.61 |   |
| Norte        | Acre                | Rio Branco     | Marcus Médici                          | 2º Turno                | PT                  | 50.77 |   |
| Norte        | Tocantins           | Palmas         | Carlos Amastha                         | 1º Turno                | PP                  | 49.65 |   |
| Nordeste     | Paraíba             | João Pessoa    | Luciano Cartaxo                        | 2º Turno                | PT                  | 68.13 |   |
| Nordeste     | Bahia               | Salvador       | ACM Neto                               | 2º Turno                | DEM                 | 53.91 |   |
| Nordeste     | Pernambuco          | Recife         | Geraldo Júlio                          | 1º Turno                | PSB                 | 51.15 |   |
| Nordeste     | Ceará               | Fortaleza      | Roberto Cláudio                        | 2º Turno                | PSB                 | 53.02 |   |
| Nordeste     | Rio Grande do Norte | Natal          | Carlos Eduardo                         | 2º Turno                | PDT                 | 58.31 |   |
| Nordeste     | Maranhão            | São Luís       | Edivaldo Holanda Jr.                   | 2º Turno                | PTC                 | 56.06 |   |
| Nordeste     | Alagoas             | Maceió         | Rui Palmeira                           | 1º Turno                | PSDB                | 57.41 |   |
| Nordeste     | Piauí               | Teresina       | Firmino Filho                          | 2º Turno                | PSDB                | 51.54 |   |
| Nordeste     | Sergipe             | Aracaju        | João Alves                             | 1º Turno                | DEM                 | 52.72 |   |
| Centro-Oeste | Goiás               | Goiânia        | Paulo Garcia                           | 1º Turno                | PT                  | 57.68 |   |
| Centro-Oeste | Mato Grosso         | Cuiabá         | Mauro Mendes                           | 2º Turno                | PSB                 | 54.65 |   |
| Centro-Oeste | Mato Grosso do Sul  | Campo Grande   | Alcides Bernal                         | 2º Turno                | PP                  | 62.55 |   |
| Sudeste      | São Paulo           | São Paulo      | Fernando Haddad                        | 2º Turno                | PT                  | 55.57 |   |
| Sudeste      | Rio de Janeiro      | Rio de Janeiro | Eduardo Paes                           | 1º Turno                | PMDB                | 64.60 |   |
| Sudeste      | Minas Gerais        | Belo Horizonte | Márcio Lacerda                         | 1º Turno                | PSB                 | 52.69 |   |
| Sudeste      | Espírito Santo      | Vitória        | Luciano Rezende                        | 2º Turno                | PPS                 | 52.73 |   |
| Sul          | Paraná              | Curitiba       | Gustavo Fruet                          | 2º Turno                | PDT                 | 60.65 |   |
| Sul          | Santa Catarina      | Florianópolis  | Cesar Souza Jr.                        | 2º Turno                | PSD                 | 52.64 |   |
| Sul          | Rio Grande do Sul   | Porto Alegre   | José Fortunati                         | 1º Turno                | PDT                 | 65.22 |   |

### Estatísticas por partido
Referência
| Partido | Candidatos(as) a prefeituras | Prefeitos(as) eleitos(as) | Candidatos(as) a câmara | Vereadores(as) eleitos(as) |
| ------- | ---------------------------- | ------------------------- | ----------------------- | -------------------------- |
| DEM     | 728                          | 278                       | 20687                   | 3282                       |
| PCdoB   | 226                          | 55                        | 12168                   | 973                        |
| PCB     | 36                           | 0                         | 365                     | 5                          |
| PCO     | 5                            | 0                         | 11                      | 0                          |
| PDT     | 834                          | 308                       | 24836                   | 3659                       |
| PHS     | 118                          | 16                        | 7838                    | 546                        |
| PMDB    | 2252                         | 1022                      | 40544                   | 7954                       |
| PMN     | 177                          | 43                        | 7071                    | 604                        |
| PP      | 1074                         | 471                       | 27297                   | 4927                       |
| PPL     | 47                           | 13                        | 1905                    | 177                        |
| PPS     | 427                          | 123                       | 16517                   | 1857                       |
| PR      | 704                          | 271                       | 20477                   | 3110                       |
| PRB     | 299                          | 80                        | 12641                   | 1208                       |
| PRP     | 134                          | 24                        | 7506                    | 579                        |
| PRTB    | 99                           | 16                        | 5981                    | 417                        |
| PSB     | 1026                         | 434                       | 23911                   | 3550                       |
| PSC     | 306                          | 83                        | 15091                   | 1456                       |
| PSD     | 1089                         | 493                       | 21633                   | 4646                       |
| PSDB    | 1614                         | 697                       | 32032                   | 5240                       |
| PSDC    | 88                           | 10                        | 6837                    | 446                        |
| PSL     | 111                          | 23                        | 9367                    | 758                        |
| PSOL    | 346                          | 2                         | 3968                    | 49                         |
| PSTU    | 59                           | 0                         | 218                     | 2                          |
| PT      | 1773                         | 636                       | 38685                   | 5173                       |
| PTdoB   | 107                          | 25                        | 7233                    | 535                        |
| PTB     | 817                          | 297                       | 23227                   | 3574                       |
| PTC     | 90                           | 20                        | 7117                    | 484                        |
| PTN     | 79                           | 12                        | 6810                    | 428                        |
| PV      | 409                          | 98                        | 17269                   | 1577                       |
| Total   | 15074                        | 5501                      | 419242                  | 57283                      |